# Apanteles nivellus
Apanteles nivellus är en stekelart som beskrevs av Nixon 1965. Apanteles nivellus ingår i släktet Apanteles och familjen bracksteklar. Inga underarter finns listade i Catalogue of Life.